# Пайк (окръг, Мисури)
Окръг Пайк (на английски: Pike County) е окръг в щата Мисури, Съединени американски щати. Площта му е 1774 km², а населението - 18 351 души (2000). Административен център е град Боулинг Грийн.